# Lijst van beelden in Gemert-Bakel
Dit is een (onvolledige) chronologische lijst van beelden in Gemert-Bakel. Onder een beeld wordt hier verstaan elk driedimensionaal kunstwerk in de openbare ruimte van de Nederlandse gemeente Gemert-Bakel, waarbij beeld wordt gebruikt als verzamelbegrip voor sculpturen, standbeelden, installaties, gedenktekens en overige beeldhouwwerken.
| Geplaatst      | Omschrijving                            | Kunstenaar                                        | Straat                                                     | Plaats    | Materiaal       | Afbeelding                               |
| -------------- | --------------------------------------- | ------------------------------------------------- | ---------------------------------------------------------- | --------- | --------------- | ---------------------------------------- |
| 1862           | Sint-Willibrordusbeeld                  |                                                   | Sint Wilbertsplein                                         | Bakel     | zandsteen       |                                          |
| 1890?          | Twee beelden                            |                                                   | Sint Wilbertsplein                                         | Bakel     |                 |                                          |
| 1891           | Sint Catharina                          |                                                   | Ruijschenberghstraat                                       | Gemert    | steen           | Sint Catharina                           |
| 1902?          | Onze Lieve Vrouwe                       |                                                   | Onze Lieve Vrouwestraat                                    | Handel    |                 |                                          |
| 1918           | Heilig Hartbeeld                        | Jan Custers                                       | Prins Bernhardlaan                                         | Gemert    | Natuursteen     |                                          |
| 1920           | Heilig Hartbeeld                        |                                                   | Kerkeind, bij Sint-Willibrorduskerk                        | Milheeze  |                 |                                          |
| ca 1925        | Kruisbeeld                              |                                                   | Kastanjelaan / St.Antoniusstraat                           | De Mortel | gietijzer       | Kruisbeeld                               |
| 1928           | Gerlacus van den Elsen                  | Edward Deckers                                    | Kerkepad                                                   | Gemert    | marmer          |                                          |
| 1930           | Heilig Hartbeeld                        | Wim Harzing                                       | Kerkstraat                                                 | Gemert    | Marmer          |                                          |
| 1931           | Heilig Hartbeeld                        | Jules Déchin "Propriete J.Prouvost-Denonvilliers" | Sint Antoniusstraat                                        | De Mortel | brons           |                                          |
| 1934           | Heilig Hartbeeld                        | Johannes Petrus Maas                              | Gemertseweg                                                | Bakel     |                 |                                          |
| 1938           | Maria met kind (reliëf)                 |                                                   | Kerkeind                                                   | Milheeze  | natuursteen     | Maria met kind                           |
| 1947-1986-2001 | Vredesmaagd ('Namen zijn Mensen')       | Charles Eyck en Toon Grassens                     | Ridderplein                                                | Gemert    | wit graniet     | Vredesmaagd                              |
| ca 1952        | Jozef met kind                          | Charles Vos                                       | Roessel (St. Jozefsheil)                                   | Bakel     | keramiek        | St.Jozef met kind                        |
| 1953           | Gevelstenen (reliëf)                    | Jan van Gemert                                    | De Stroom                                                  | Gemert    | keramiek        | Gevelstenen                              |
| 1955           | Piramide                                | Jan van Gemert                                    | Marienburg / De Stroom                                     | Gemert    | beton           | Piramide                                 |
| 1956           | Sint Willibrord (reliëf)                | Jan van Gemert                                    | Sleutelbosch                                               | Gemert    | keramiek        | Sint Willibrord                          |
|                | (sculptuur)                             |                                                   | Vlinkert (St.Jozefsheil)                                   | Bakel     | metaal          |                                          |
| 1957           | Mens Recht Natuur (reliëf)              | Jan van Gemert                                    | Het Frans Brugske                                          | Gemert    | chamotte        | Mens Recht Natuur                        |
|                | (sculptuur)                             |                                                   | Roessel                                                    | Bakel     |                 |                                          |
| 1957           | (reliëf)                                | Jan van Gemert                                    | Meester Hertsigstraat (Bij Margaretha-Maria Alacoque kerk) | De Rips   | chamotte        | Relief H. Margaretha Maria Alacoque Kerk |
| 1960           | Familie / Vorm voor een Architectuur    | Jan van Gemert                                    | Het Frans Brugske                                          | Gemert    | chamotte        | Familie                                  |
| 1960           | Vormen uit de Natuur (reliëf)           | Jan van Gemert                                    | Burgemeester Rietmanstraat                                 | Gemert    | gietbeton       | Vormen uit de Natuur                     |
| 1967           | Ruitertje                               | Jan van Gemert                                    | Schoolstraat , BS de Bakelaar                              | Bakel     | gietbeton       | Ruitertje                                |
|                | Sint Joris en de Draak                  |                                                   | Pandelaar                                                  | Gemert    |                 | Sint Joris                               |
| 1971           | De Bremer Stadsmuzikanten               | Jan van Gemert                                    | Groeskuilenstraat                                          | Gemert    | beton           | Bremer Stadsmuzikanten                   |
| 1971           | zonder titel (50jaar De Rips 1921-1971) | Wim Huvenaars                                     | Meester Hertsigstraat                                      | De Rips   | RVS             | 50jaar De Rips                           |
| 1976           | D'n Drumknaauwer                        | Chris van Ooijen                                  | Ridderplein                                                | Gemert    | brons           | Den Drumknaauwer                         |
| 1979           | Jongen met paard                        | Niek van Leest                                    | Lodderdijk / Predikant Swildensstraat                      | Gemert    | brons           | Jongen met Paard                         |
| 1981           | Bereleider (Grartje)                    | Toon Grassens                                     | Oude Molenweg                                              | De Mortel | brons           |                                          |
| 1983           | Ouderdom en verzorging                  | Toon Grassens                                     | Prinses Beatrixplantsoen, Ruyschenbergh                    | Gemert    | brons           | Ouderdom en verzorging                   |
| 1986           | sculptuur                               |                                                   | Beekakker                                                  | Bakel     | rvs             |                                          |
| 1987           | Gildemonument                           | Toon Grassens                                     | Ridderplein                                                | Gemert    | brons           |                                          |
| 1989           | Ons moeder en het kind                  | Toon Grassens                                     | Sint Wilbertsplein                                         | Bakel     | brons           |                                          |
| 1989           | Peelwerker                              | Toon Grassens                                     | Simonisplein                                               | Milheeze  | brons           |                                          |
| 1989           | Victorie                                | Hans van Eerd                                     | Kerkeind                                                   | Milheeze  | brons           | Milheeze Victorie Hans van Eerd          |
| 1990           | Naar de Dierenarts                      | René Pullens                                      | Het Frans Brugske                                          | Gemert    | brons           | Naar de Dierenarts                       |
| 1991           | Koningin Beatrix                        | Martien Hendriks                                  |                                                            | Bakel     |                 |                                          |
| 1991?          | Samenwerking ('Eenheid')                | Martien Hendriks                                  | Vliet                                                      | Gemert    | cortenstaal     | Samenwerking                             |
| 1993           | Jachthoornblazer                        | Toon Grassens                                     | Sint Gerardusplein                                         | Gemert    | brons           | Jachthoornblazer                         |
| 1994           | De Stoelen (Bakel Milheeze Rips)        | Thijs van Kimmenade                               | Sint Wilbertsplein / Dorpsstraat                           | Bakel     | Staal           | Bakel Milheeze Rips                      |
| 1994           | De Pionier                              | Toon Grassens                                     | Meester Hertsigstraat                                      | De Rips   | brons           | De Pionier                               |
| 1994           | Stoelenproject                          | Dick Fluitsma                                     | Bisonstraat, wandelpark                                    | Gemert    | baksteen        | Stoelenproject                           |
| 1994           | De gouden Pelikaan                      | Monic van Helvoirt                                | Kerkstraat                                                 | Gemert    | brons           | De gouden Pelikaan                       |
| 1993 - 1997    | Traject                                 | Martien Hendriks                                  | Scheiweg / Peeldijk                                        | Gemert    | staal           | Traject                                  |
| 1995           | 50 Jaar Bevrijding 1945-1995            | Martien Hendriks                                  | Dorpsstraat / Schoolstraat                                 | Bakel     | RVS / hardsteen | 50jaar Bevrijding                        |
| 1996           | Baokels Pierke                          | Toon Grassens                                     | Dorpsstraat                                                | Bakel     | brons           | Baokels Pierke                           |
| 1996           | Hagelkruis                              |                                                   | Oudestraat / Kromstraat                                    | Gemert    | hardsteen       | Hagelkruis                               |
| 1997           | Sint Willibrordus                       | Toon Grassens                                     | Gemertseweg                                                | Bakel     | Tufsteen        | Sint Willibrordus                        |
| 1997           | Doorslag                                | Jerome Symons                                     | Kerksedriessen / Bernhardstraat                            | Bakel     | steen           | Doorslag                                 |
| 1998           | Verschoven Stapeling                    | Niko de Wit                                       | Roessel (rotonde)                                          | Bakel     | staal           | Verschoven Stapeling                     |
| 1999           | Kiekendief                              | Léon van der Zanden                               | Dorpsstraat / van de Poelstraat                            | Bakel     | brons           | Kiekendief                               |
| 2000           | Landschapselementen                     | Henny Barten                                      | Heijtsveld / Zuid-Om                                       | Gemert    | brons           | Landschapselementen                      |
|                | Mus                                     | Anette Bouw                                       | Elsendorpseweg                                             | Elsendorp |                 | Mus                                      |
| 2000           | Paarde(n)bloem                          | Ellen Brouwers                                    | Zuid-Om / Vadem                                            | Gemert    | glas            | Paarde(n)bloem                           |
|                | De Poort                                | David van de Kop                                  | Wijst                                                      | Gemert    | keramiek        | De Poort                                 |
| 2000           | Zadelzwammen                            | Annette Bouw                                      | Peeldijk                                                   | Handel    | brons / beton   | Zadelzwammen                             |
| 2004           | Willibrordusput                         |                                                   | Gildepad                                                   | Bakel     | diverse         | Willibrordusput                          |
|                | (sculptuur)                             |                                                   | nabij Roessel (St.Jozefsheil)                              | Bakel     |                 |                                          |
| 2005           | De Veenmol                              | Gerard Beijers                                    | Kerkeind                                                   | Milheeze  | brons           | De Veenmol                               |
| 2007           | Ark van Noë                             | Gert Prins                                        | De Bloemer / De Ark                                        | Gemert    | brons           | Ark van Noë                              |
| 2007           | Klaïda                                  | Gerard van Lankveld                               | West-Om / Heuvel                                           | Gemert    | diverse         | Klaïda                                   |
| 2007           | Heilige Losbol                          | Ton Mooy                                          | Ridderplein                                                | Gemert    | brons           | Heilige Losbol                           |
| 2008           | De Student                              | Lia Krol                                          | Ruijschenberghstraat                                       | Gemert    | brons           | De Student                               |
| 2008           | Integratie moet van twee kanten komen   | Johan van Hoof                                    | Pater van den Elsenstraat / Prins Bernhardlaan             | Gemert    | cortenstaal     | Integratie                               |
|                | Piëta                                   | Mariette van Erp                                  | West-Om                                                    | Gemert    |                 | Pieta                                    |
| <2011          | D'n Elsendorper                         | René Pullens                                      | Christoffelplein                                           | Elsendorp | brons           | D'n Elsendorper                          |
|                | Mariabeeld                              | Toon Grassens                                     | Stereind                                                   | Gemert    |                 | Mariabeeld                               |
| 2013           | à la Rietveld                           | Gerard van Lankveld                               | Drossard de la Courtstraat                                 | Gemert    | staal           | A la Rietveld                            |
|                | Figuur met zeisvorm                     | Johan Claassen                                    | Sleutelbosch                                               | Gemert    | brons           | Figuur met zeisvorm                      |
| 2014           | zonder titel (mozaïekvorm)              | Francine van Dijk / Piet Rovers                   | Julianastraat / Dorpsstraat                                | Bakel     | keramiek        | Mozaïekvorm                              |
|                | Inox                                    | Martien Hendriks                                  | Kapelaanstraat                                             | Gemert    | RVS             | Inox                                     |
|                | Sint Rochus                             | Jannelies Raaijmakers                             | Elisabethplaats                                            | Gemert    | epoxyhars       | St.Rochus                                |
| 2014           | Social Sofa                             |                                                   | Dorpsstraat                                                | Bakel     | keramiek        | Social Sofa                              |
| 2018           | Smarttree(2016)                         |                                                   | Noord-Om / Peeldijk                                        | Gemert    |                 | Smarttree                                |
| 2022           | Reebok                                  | Anneke de Vocht                                   | Kruisberglaan (bosmuseum)                                  | De Rips   | staal           | Reebok                                   |